# 尚博纳斯
尚博纳斯（法語：Chambonas，法語發音：[ʃɑ̃bɔnas]）是法国阿尔代什省的一个市镇，属于拉让蒂耶尔区。

## 地理
尚博纳斯（44°25'2"N, 4°7'44"E）面积12.08 平方千米，位于法国奥弗涅-罗讷-阿尔卑斯大区阿尔代什省，该省份为法国东南部内陆省份，北起顺时针与卢瓦尔省、伊泽尔省、德龙省、沃克吕兹省、加尔省、洛泽尔省和上盧瓦爾省接壤。
与尚博纳斯接壤的市镇（或旧市镇、城区）包括：莱萨雄斯、格拉维耶尔、派扎克、圣皮埃尔-圣让、莱萨莱勒、莱旺斯。
尚博纳斯的时区为UTC+01:00、UTC+02:00（夏令时）。

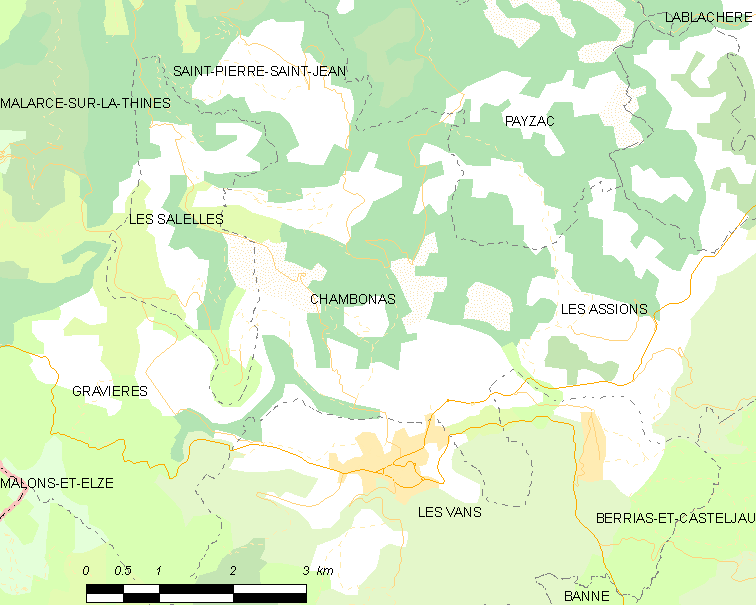
尚博纳斯的OSM定位图

## 行政
尚博纳斯的邮政编码为07140，INSEE市镇编码为07050。

## 政治
尚博纳斯所属的省级选区为阿尔代什塞文县。

## 人口

1962-2008年间尚博纳斯人口变化图示

尚博纳斯于2022年1月1日时的人口数量为978人。